# Carlowrightia lesueurii
Carlowrightia lesueurii là một loài thực vật có hoa trong họ Ô rô. Loài này được Henr. & T.F.Daniel mô tả khoa học đầu tiên năm 1979.